# Cuncolim
Cuncolim est une localité du district de Goa Sud, dans l'état de Goa (Inde). Situé non loin de la mer, le village a une élévation moyenne de 18 mètres et, formant municipalité avec Assolna et Velim, compte quelque 15 000 habitants.

## Étymologie
Cumcolim a son origine dans l’ancien nom de Kumkumahalli, c'est-à-dire : village où le 'kumkum' (cinabre, qui produit la couleur vermillon) est produit.

## Histoire
Site original du temple de Shree Shantadurga, Cuncolim fut le terrain de révoltes récurrentes des Hindous contre l’autorité portugaise à Goa.  En 1583 une foule en colère assassina cinq prêtres jésuites et d’autres chrétiens en représailles contre la destruction de leurs idoles et démolition de leurs temples hindous par les autorités portugaises. Le groupe des victimes chrétiennes est connu sous le nom de ‘Martyrs de Cuncolim’ et fut béatifié en 1893.